# Luís Nazaré
Luís Filipe Nunes Coimbra Nazaré GOM (Porto, 1957) é gestor, professor universitário e político.

## Habilitações académicas
- Mestre em Gestão de Empresas, pelo ISEG, em 1994, com a classificação de Muito Bom.
- Licenciado em Gestão de Empresas, pelo ISEG, em 1980, com a classificação de 16 valores.

## Percurso profissional

### Empresarial
- 2005-2008: Presidente do Conselho de Administração dos CTT.
- 2002-2005: Membro do Conselho Consultivo da Portugal Telecom.
- 1998-2002: Presidente do Conselho de Administração do ANACOM.[1]
- 1993-1995: Consultor em Estratégia Organizacional, Marketing e Gestão Geral.
- 1992-1993: Administrador-delegado do IDEFE – Instituto para o Desenvolvimento e Estudos Económicos e Empresariais.
- 1990-1992: Administrador-delegado da IN Software SA.
- 1987-1990: Diretor Financeiro e Diretor Comercial da Time-Sharing SA e empresas associadas.
- 1982-1987: Controller na EUTELSAT (Organização Europeia de Telecomunicações por Satélite), Paris.
- 1981-1981: Quadro do Gabinete de Estudos e Planeamento da Marconi.

### Político
- 2013 - ... : Presidente da Assembleia de Freguesia de Alvalade (Lisboa)
- 1995-1998: Assessor do Primeiro-Ministro para a Indústria, Comércio e Turismo no XIII Governo Constitucional.
- Militante do Partido Socialista.

### Associativo
- Membro do Clube do Cais do Sodré, um fórum de debate sobre o modelo de desenvolvimento económico português.
- Presidente do Conselho Fiscal do Sport Lisboa e Benfica.
- Presidente da Assembleia Geral do Sport Lisboa e Benfica (2009-2020).
- Membro da Direção da DECO.
- Membro da Direção da ANGEP - Associação Nacional dos Gestores de Empresas.

### Académico
- 1996-até ao presente: Responsável pela disciplina de Estratégia Empresarial, no ISEG
- 1994-1996: Responsável pela disciplina de Concorrência e Competitividade, no ISEG.
- 1994-1996: Docente do curso de mestrado em Ciências Empresariais, da Universidade do Algarve.
- 1992-1993: Assistente Convidado para a disciplina de Estratégia e Planeamento de Empresa, no ISEG.
- 1991-1992: Assistente Convidado para a disciplina de Gestão Financeira, no ISEG.

### Actualidade
Actualmente exerce os seguintes cargos: 
- Partner da Gestíssimo - Consultoria e Gestão Lda.
- Presidente não-executivo da Airplus TV Portugal.
- Presidente não-executivo do Comité de Estratégia dos CTT.
- Consultor externo da Deloitte.
- Professor Auxiliar Convidado no ISEG:
  - Diretor Executivo do curso de pós graduação em Gestão das Comunicações e Multimédia no ISEG.
  - Responsável pela área de Estratégia, Liderança e Decisão da Pós Graduação em Estratégia e Prospectiva no IDEFE.
  - Responsável pelas disciplinas de Estratégia Empresarial (licenciatura em Gestão), Marketing Estratégico (mestrado em Marketing) e Business Intelligence (MBA).
- Colunista económico do Jornal de Negócios.
- Presidente da Mesa da Assembleia Geral do Sport Lisboa e Benfica.
- Presidente da Assembleia de Freguesia de Alvalade (Lisboa)

## Artigos publicados
- Diversos artigos publicados em órgãos de informação geral e especializada sobre temas ligados à Economia, à Regulação, às Comunicações e à fileira da convergência.
- Tradutor, com o Prof. Alberto Pereira (ISEG), da obra Fundamentals of Strategy, Harvard Business School Press, [1995].
- 28 artigos publicados enquanto colaborador permanente do Jornal Público, responsável pela coluna de Gestão (caderno Economia) [de Março de 1994 a Outubro de 1995].
- Diversos papers académicos nas áreas da estratégia empresarial, marketing e comportamento organizacional.

## Condecorações
- Grande-Oficial da Ordem do Mérito a 17 de Janeiro de 2006.[2]